# Assens
Assens é um município dinamarquês localizado na região da Dinamarca do Sul.
O município tem uma área de 139 km² e uma  população de 10 815 habitantes, segundo o censo de 2004.